# 須磨寺
須磨寺（すまでら）是位在日本兵庫縣神戶市須磨區的寺院，真言宗須磨寺派大本山。山號「上野山」（じょうやさん）。本尊聖觀音、光孝天皇勅願、開基（創立者）為聞鏡。源平合戰（治承・壽永之亂）的關連之寺而為人所熟知。

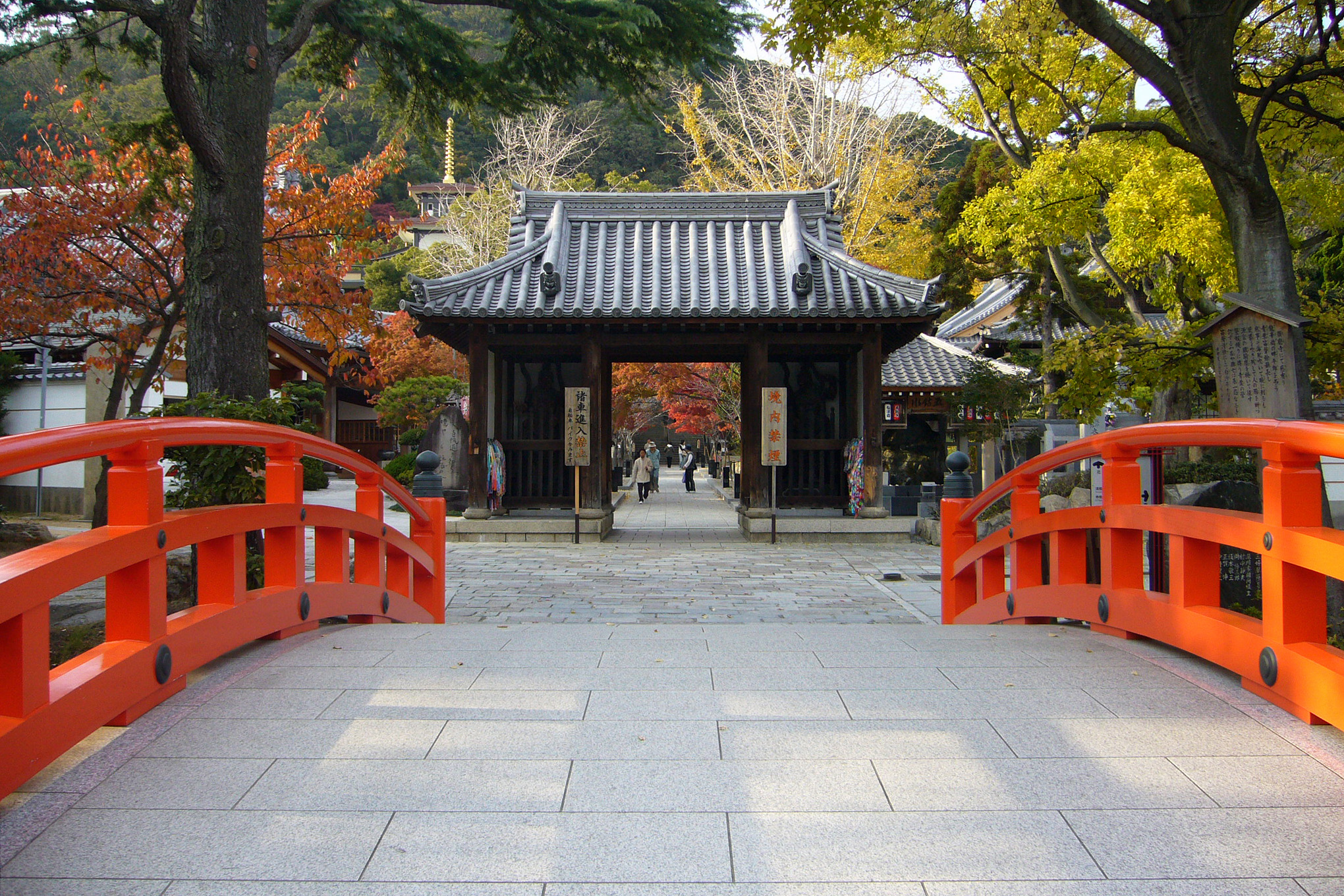
仁王門
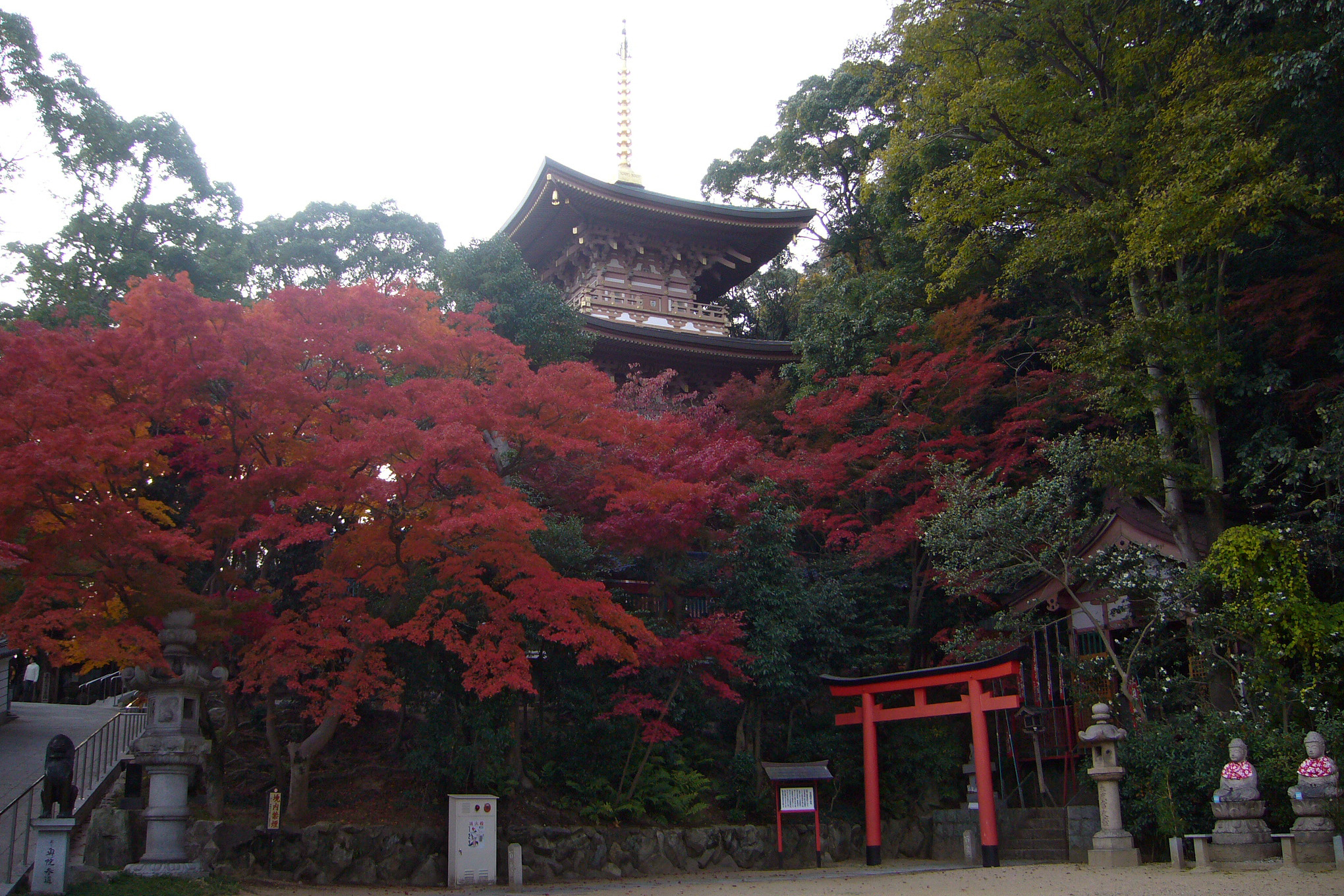
三重塔
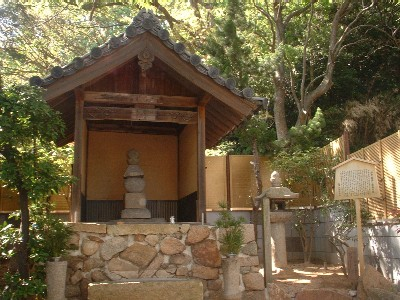
平敦盛首塚

## 關連項目
- 平敦盛
- 熊谷直實
- 一之谷之戰
- 須磨琴
- 山本周五郎
- 尾崎放哉
- 淀川長治
- 會下山

## 外部連結
- 大本山　須磨寺 （页面存档备份，存于）